# Фернандо Саватер
Фернандо Фернандес-Саватер Мартін (ісп. Fernando Fernández-Savater Martín; *21 червня 1947, Сан-Себастьян, Країна Басків) — іспанський філософ, письменник і активіст.

## Біографія
Після вивчення філософії та літератури у Мадридському університеті, він викладав в Автономному університеті. Утратив свою посаду викладача під час режиму Франко, а потім став політичним в'язнем. Після цього він жив деякий час у вигнанні у Франції. Здобув докторський ступінь у 1975 році (тема дисертації — Фрідріх Ніцше), яку він захистив на філософському факультеті Університету Країни Басків, а потім у Алькала-де-Енарес. Він приділяє особливу увагу етиці й педагогіці, а його наукові праці мають безліч нагород. Його філософські твори були перекладені на вісімнадцять мов. Виступає проти ETA. У 1990 році Саватер і оглядач і видавець Хав’єр Прадера заснували журнал «Claves de Razón Practical». Нагороджений Премією Сахарова за свободу думки (2000).
На додаток до своєї академічної кар'єри, Саватер пише книги (всього він опублікував близько 40). У 2008 році був нагороджений Premio Planeta за роман La hermandad de la buena suerte (2008). У листопаді 2012 року він отримав премію Октавіо Паса за поезію та есе.